# Беленихины
Беленихины — русский дворянский род.
В Гербовник внесены две фамилии этого имени: потомство Фёдора Леонтьевича, пожалованного грамотой в 1614 году (Гербовник, ч. VIII, № 37), и потомки Афанасия Ивановича, пожалованного грамотой в 1643 году (Гербовник, ч. V, № 99).

## Описание герба
На середине щита, имеющего голубое поле, изображены облака с шестью на них золотыми звездами, и из облаков видна выходящая рука с мечом.
На щите дворянский коронованный шлем. Намёт на щите голубой, подложенный золотом. Герб рода Беленихиных, потомства Фёдора Леонтьева сына Беленихина, внесён в Часть 8 Общего гербовника дворянских родов Всероссийской империи, стр. 37.